# Seafish Louisville
Seafish Louisville – czwarty album zespołu The Gits wydany w październiku 2000 przez wytwórnię Broken Rekids. Płyta zawiera niepublikowane wcześniej studyjne nagrania, piosenki z singli oraz koncert z 14 stycznia 1993 (w RKCNDY, Seattle), który został nagrany na potrzeby dokumentalnego filmu Hype! (1996; reż Doug Prey).

## Lista utworów
1. "Whirlwind" (M. Zapata, J. Spleen) – 3:03
2. "Seaweed" (M. Zapata, J. Spleen) – 2:27
3. "Absynthe" (M. Zapata, J. Spleen, M. Dresner) – 3:21
4. "Another Shot of Whiskey" (M. Zapata, J. Spleen) – 2:35
5. "Insecurities" (M. Zapata, J. Spleen) – 1:39
6. "Slaughter of Bruce" (M. Zapata, J. Spleen) – 3:19
7. "Precious Blood" (M. Zapata, J. Spleen) – 4:16
8. "While You're Twisting, I'm Still Breathing" (M. Zapata, J. Spleen) – 2:36
9. "A" (M. Zapata, J. Spleen) – 1:25
10. "Social Love" (M. Zapata) – 1:55
11. "It Doesn't Matter	" (M. Zapata, J. Spleen) – 3:27
12. "Kings and Queens" (M. Zapata, J. Spleen) – 2:00
13. "Wingo Lamo" (M. Zapata, J. Spleen) – 2:16
14. "Here's to Your Fuck" (F. Booth, J. Spleen) – 2:02
15. "Second Skin" (M. Zapata, J. Spleen) – 2:58
16. "Daily Bread" (M. Zapata, J. Spleen, M. Dresner) – 6:03

## Skład
- Mia Zapata – śpiew
- Joe Spleen – gitara
- Matt Dresdner – gitara basowa
- Steve Moriarty – perkusja

produkcja
- Jack Endino – mastering, producent
- Steve Moriarty – producent
- John Goodmanson – nagranie
- Rich Hinklin – nagranie
- Scott Benson – nagranie
- Steve Fisk – nagranie
- Steve Smith – nagranie
- Matt Shaw – nagranie
- Paul Nieto – nagranie
- Steve Culp – nagranie
- Todd Chandler – nagranie